# Giro di Germania 2004
Il Giro di Germania 2004, ventottesima edizione della corsa, si svolse dal 31 maggio al 6 giugno 2004 su un percorso di 1 105 km ripartiti in 7 tappe, con partenza da Karlsruhe e arrivo a Lipsia. Fu vinto dal tedesco Patrik Sinkewitz della squadra Quick Step davanti al suo connazionale Jens Voigt e al ceco Jan Hruska.

## Tappe
| Tappa  | Data      | Percorso                                  | km   | Vincitore di tappa | Leader cl. generale |
| ------ | --------- | ----------------------------------------- | ---- | ------------------ | ------------------- |
| 1ª     | 31 maggio | Karlsruhe > Karlsruhe (cron. individuale) | 23   | Michael Rich       | Michael Rich        |
| 2ª     | 1º giugno | Bad Urach > Wangen im Allgäu              | 180  | Tom Boonen         | Michael Rich        |
| 3ª     | 2 giugno  | Wangen im Allgäu > St. Anton am Arlberg   | 170  | Patrik Sinkewitz   | Patrik Sinkewitz    |
| 4ª     | 3 giugno  | Bad Tölz > Landshut                       | 190  | Sébastien Hinault  | Patrik Sinkewitz    |
| 5ª     | 4 giugno  | Kelheim > Kulmbach                        | 192  | Allan Davis        | Patrik Sinkewitz    |
| 6ª     | 5 giugno  | Kulmbach > Oberwiesenthal                 | 180  | Francisco Mancebo  | Patrik Sinkewitz    |
| 7ª     | 6 giugno  | Chemnitz > Lipsia                         | 170  | Tom Boonen         | Patrik Sinkewitz    |
| Totale | Totale    | Totale                                    | 1105 |                    |                     |

## Dettagli delle tappe

### 1ª tappa
- 31 maggio: Karlsruhe > Karlsruhe (cron. individuale) – 23 km

| Pos. | Corridore    | Squadra      | Tempo  |
| ---- | ------------ | ------------ | ------ |
| 1    | Michael Rich | Gerolsteiner | 27'20" |
| 2    | Jan Ullrich  | T-Mobile     | a 4"   |
| 3    | Uwe Peschel  | Gerolsteiner | a 9"   |

| Pos. | Corridore    | Squadra      | Tempo  |
| ---- | ------------ | ------------ | ------ |
| 1    | Michael Rich | Gerolsteiner | 27'20" |
| 2    | Jan Ullrich  | T-Mobile     | a 5"   |
| 3    | Uwe Peschel  | Gerolsteiner | a 10"  |

### 2ª tappa
- 1º giugno: Bad Urach > Wangen im Allgäu – 180 km

| Pos. | Corridore    | Squadra         | Tempo    |
| ---- | ------------ | --------------- | -------- |
| 1    | Tom Boonen   | Quick Step      | 4h00'47" |
| 2    | Allan Davis  | Liberty Seguros | s.t.     |
| 3    | Danilo Hondo | Gerolsteiner    | s.t.     |

| Pos. | Corridore    | Squadra      | Tempo    |
| ---- | ------------ | ------------ | -------- |
| 1    | Michael Rich | Gerolsteiner | 4h28'07" |
| 2    | Jan Ullrich  | T-Mobile     | a 25"    |
| 3    | Uwe Peschel  | Gerolsteiner | a 30"    |

### 3ª tappa
- 2 giugno: Wangen im Allgäu > St. Anton am Arlberg – 170 km

| Pos. | Corridore         | Squadra       | Tempo    |
| ---- | ----------------- | ------------- | -------- |
| 1    | Patrik Sinkewitz  | Quick Step    | 4h31'06" |
| 2    | Francisco Mancebo | Illes Balears | s.t.     |
| 3    | Pieter Weening    | Rabobank      | a 34"    |

| Pos. | Corridore        | Squadra         | Tempo    |
| ---- | ---------------- | --------------- | -------- |
| 1    | Patrik Sinkewitz | Quick Step      | 9h00'34" |
| 2    | Jan Hruska       | Liberty Seguros | a 11"    |
| 3    | Jan Ullrich      | T-Mobile        | a 18"    |

### 4ª tappa
- 3 giugno: Bad Tölz > Landshut – 190 km

| Pos. | Corridore         | Squadra         | Tempo    |
| ---- | ----------------- | --------------- | -------- |
| 1    | Sébastien Hinault | Crédit Agricole | 4h10'09" |
| 2    | Allan Davis       | Liberty Seguros | s.t.     |
| 3    | Tom Boonen        | Quick Step      | s.t.     |

| Pos. | Corridore        | Squadra         | Tempo     |
| ---- | ---------------- | --------------- | --------- |
| 1    | Patrik Sinkewitz | Quick Step      | 13h10'43" |
| 2    | Jan Hruska       | Liberty Seguros | a 11"     |
| 3    | Jan Ullrich      | T-Mobile        | a 18"     |

### 5ª tappa
- 4 giugno: Kelheim > Kulmbach – 192 km

| Pos. | Corridore        | Squadra         | Tempo    |
| ---- | ---------------- | --------------- | -------- |
| 1    | Allan Davis      | Liberty Seguros | 4h20'07" |
| 2    | Danilo Hondo     | Gerolsteiner    | s.t.     |
| 3    | Steffen Radochla | Illes Balears   | s.t.     |

| Pos. | Corridore        | Squadra         | Tempo     |
| ---- | ---------------- | --------------- | --------- |
| 1    | Patrik Sinkewitz | Quick Step      | 17h30'50" |
| 2    | Jan Hruska       | Liberty Seguros | a 10"     |
| 3    | Jan Ullrich      | T-Mobile        | a 18"     |

### 6ª tappa
- 5 giugno: Kulmbach > Oberwiesenthal – 180 km

| Pos. | Corridore         | Squadra       | Tempo    |
| ---- | ----------------- | ------------- | -------- |
| 1    | Francisco Mancebo | Illes Balears | 4h52'49" |
| 2    | Jens Voigt        | CSC           | s.t.     |
| 3    | Patrik Sinkewitz  | Quick Step    | s.t.     |

| Pos. | Corridore        | Squadra         | Tempo     |
| ---- | ---------------- | --------------- | --------- |
| 1    | Patrik Sinkewitz | Quick Step      | 22h23'35" |
| 2    | Jens Voigt       | CSC             | a 18"     |
| 3    | Jan Hruska       | Liberty Seguros | a 23"     |

### 7ª tappa
- 6 giugno: Chemnitz > Lipsia – 170 km

| Pos. | Corridore         | Squadra      | Tempo    |
| ---- | ----------------- | ------------ | -------- |
| 1    | Tom Boonen        | Quick Step   | 3h53'37" |
| 2    | Danilo Hondo      | Gerolsteiner | s.t.     |
| 3    | Sebastian Siedler | Wiesenhof    | s.t.     |

| Pos. | Corridore        | Squadra         | Tempo     |
| ---- | ---------------- | --------------- | --------- |
| 1    | Patrik Sinkewitz | Quick Step      | 26h17'12" |
| 2    | Jens Voigt       | CSC             | a 18"     |
| 3    | Jan Hruska       | Liberty Seguros | a 23"     |

## Classifiche finali

### Classifica generale
| Pos. | Corridore                 | Squadra               | Tempo     |
| ---- | ------------------------- | --------------------- | --------- |
| 1    | Patrik Sinkewitz          | Quick Step            | 26h17'12" |
| 2    | Jens Voigt                | Team CSC              | a 18"     |
| 3    | Jan Hruska                | Liberty Seguros       | a 23"     |
| 4    | Igor González de Galdeano | Liberty Seguros       | a 28"     |
| 5    | Francisco Mancebo         | Illes Balears-Banesto | a 54"     |
| 6    | Andreas Klöden            | T-Mobile              | a 57"     |
| 7    | Jan Ullrich               | T-Mobile              | a 59"     |
| 8    | José Iván Gutiérrez       | Illes Balears-Banesto | a 1'47"   |
| 9    | Davide Rebellin           | Gerolsteiner          | a 2'12"   |
| 10   | Sergio Marinangeli        | Domina Vacanze        | a 2'18"   |